# 大盆地刺果松
大盆地刺果松（學名：Pinus longaeva；英语：Great Basin bristlecone pine、intermountain bristlecone pine、western bristlecone pine），也译大盆地狐尾松，是松属的一种，分布在犹他州、内华达州和加利福尼亚州。它属于狐尾松亚组，可能并不是一个独立的种，而是落基山狐尾松。

## 特征

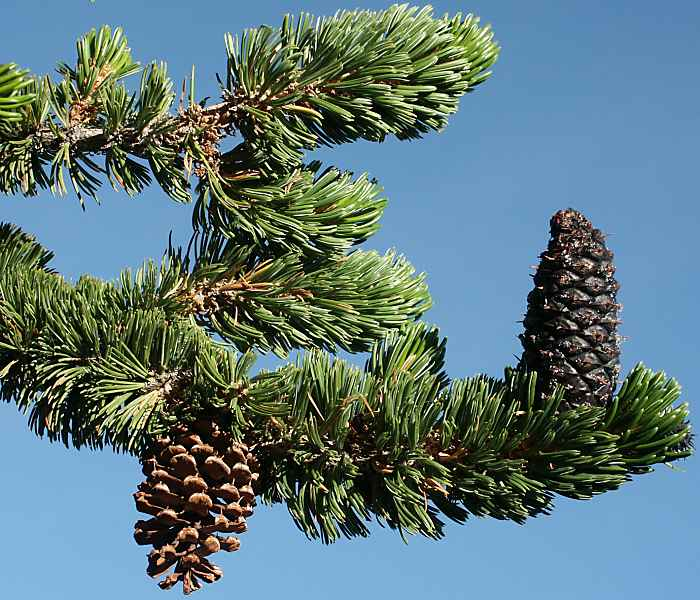
针叶和球果

大盆地刺果松是只有中等高度的树，大约为5-15公尺，树干直径可达2.5公尺甚至3.6公尺，树皮光滑，橘黄色；针叶每束5针，2.5-4厘米长，蓝绿色，表面有亮白色的气孔，叶子寿命是植物中最长的，有的叶子在45年间仍然保持绿色。
球果有5-10厘米长，3-4厘米粗，未成熟时为绿色或紫色，经16个月后成熟时为橘红色，球果上面有鳞片，每个鳞片上有一个2-5毫米长的尖刺，成熟后球果张开达4-6厘米粗，立即防出种子，每个种子有5毫米长，带有12-22毫米的翅，随风飞扬。有的种子被鸟类食用，鸟类贮藏的种子可以发芽生出新的植株。

## 寿命

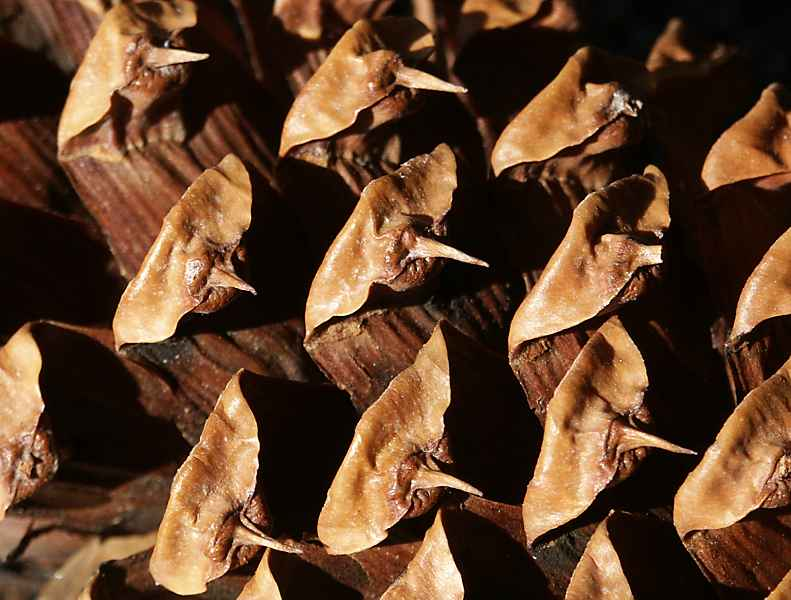
球果上面的刺

美国加利福尼亚州白山上活的大盆地刺果松是目前世界上已知寿命最长的植物之一和世界上已知最長壽生物之一。其中一株位於白山古刺果松森林中的松樹，暱稱為“玛土撒拉”（Methuselah，《圣经》中人物，形容非常高寿的人），經取样年轮计算已有4,842年之寿命（至2011年）；他的真實位置至今仍是一個機密。另外一棵更老的（老於4862年）被称为“普罗米修斯”的树在1964年由於古氣候研究的關係被砍伐，並於砍伐後才發現該樹為當時世界上最老的有機生物體。
根据在白山调查的结果，北坡的刺果松平均寿命为2000年，南坡的为1000年，木材可以抵御风雨侵蚀，有一棵活了7000年寿命的死树仍然挺立着。